# 罗卡马杜尔圣救主圣殿

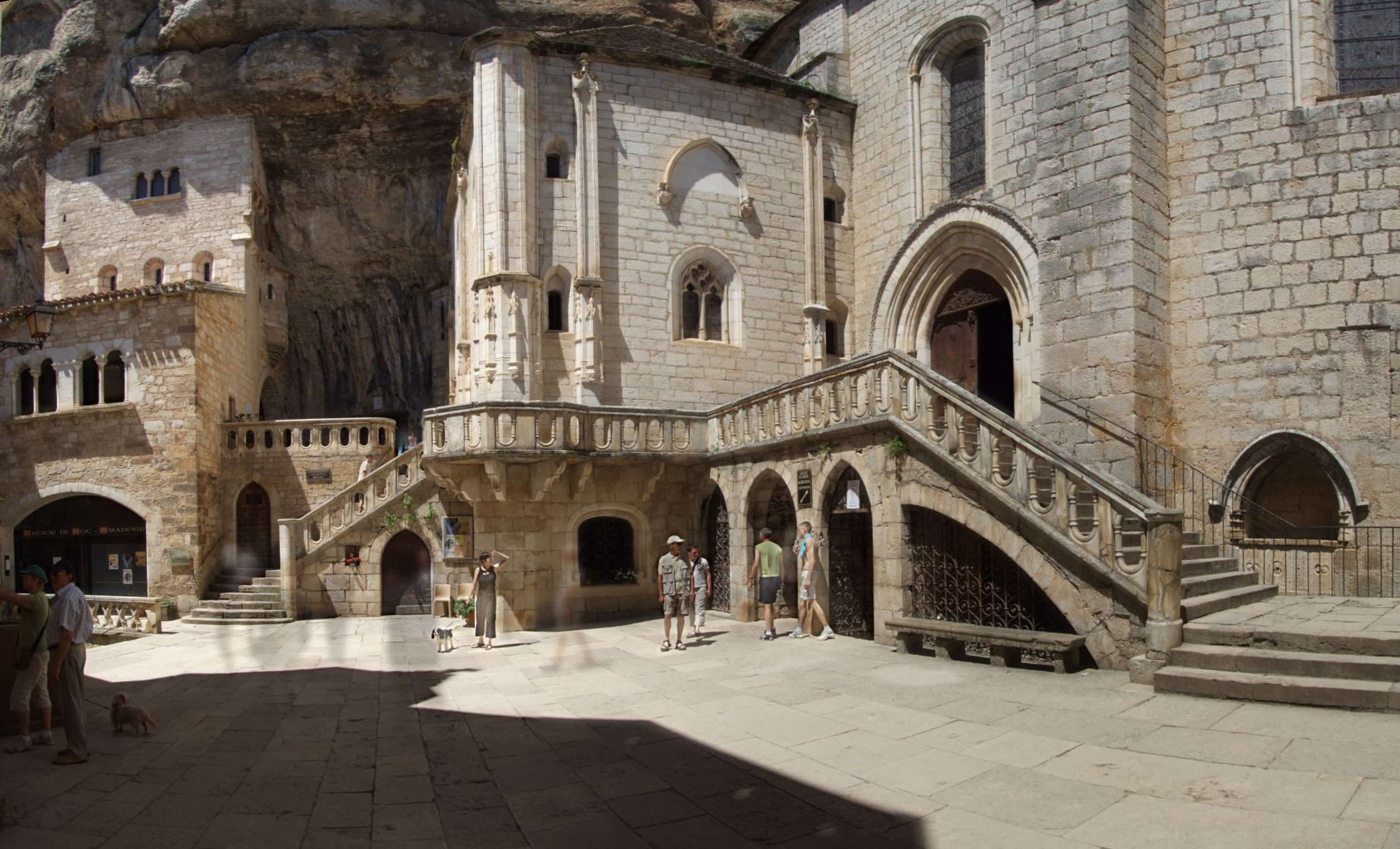
罗卡马杜尔圣救主圣殿

罗卡马杜尔圣救主圣殿（法语：Basilique Saint-Sauveur de Rocamadour）是一座罗马天主教宗座圣殿，为构成罗卡马杜尔宗教城的一部分。1913年升格为宗座圣殿。在朝圣地中，它位于圣亚玛杜地下室（crypte Saint-Amadour）的上方。

## 历史
自中世纪以来，罗卡马杜尔的圣母朝圣地一直是基督教世界的主要场所之一。在1105年教宗巴斯加二世的诏书中，提到了圣母教堂。在 1166 年发现了圣亚玛杜（Amadour）的完整圣髑之后，整个宗教城就建成了。此后朝圣地逐渐衰败，直到大革命时期。
虽然圣救主圣殿处于严重失修状态，但是仍在使用中，但卡奥尔主教决定从 1842 年开始修复朝圣地。圣救主堂的屋顶需要重建，南面的外墙在拱顶的推力下突出了30厘米。 从 1858 年到 1860 年，切瓦尔特（Chevalt）院长领导了重建工程，从圣亚玛杜地下室和圣救主堂开始。
1913年3月，该教堂由教宗庇护十世升格为宗座圣殿。
2000年12月14日，圣殿和地下室同时列为法国历史遗迹。

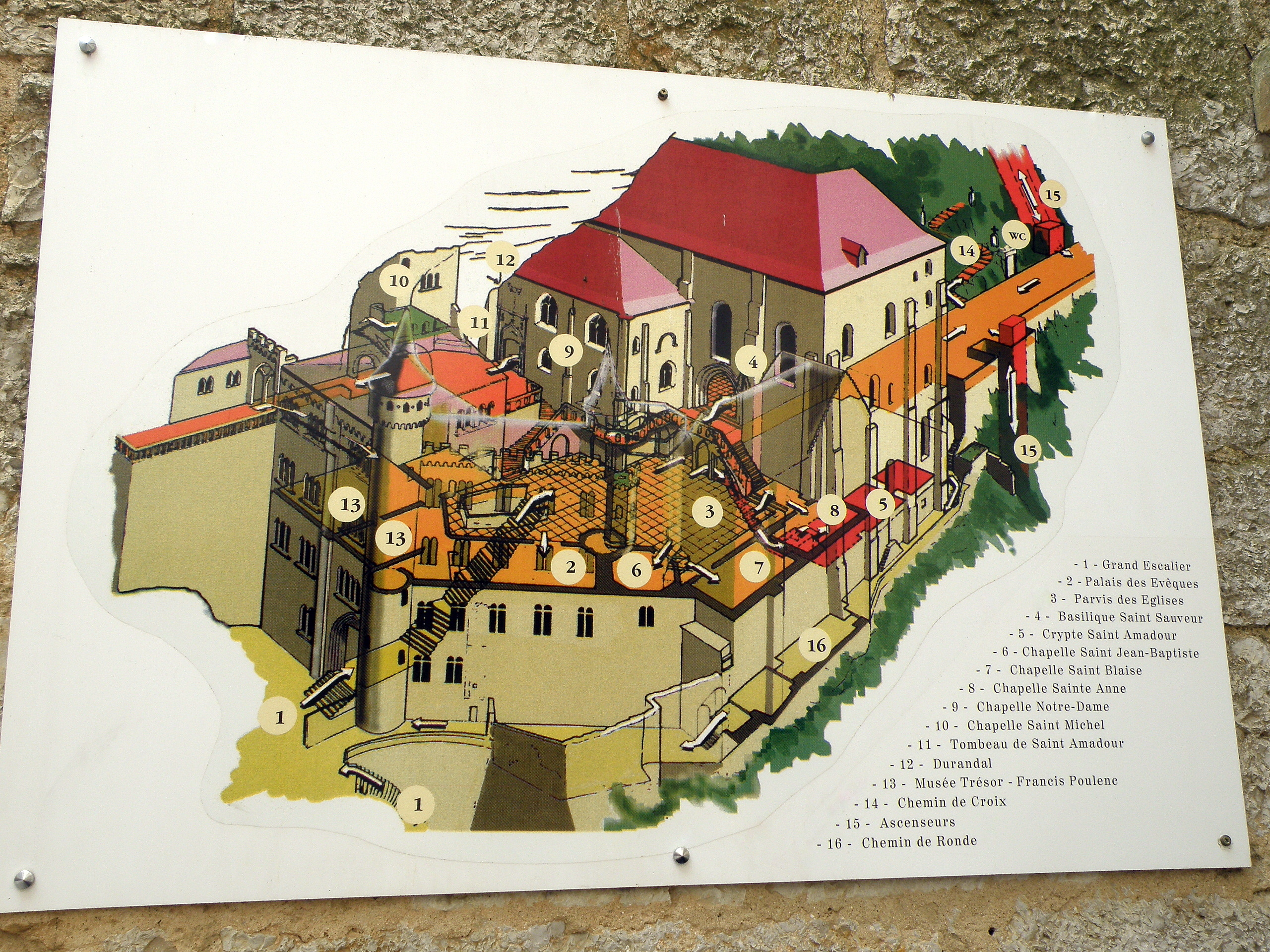
圣所平面图

## 建筑

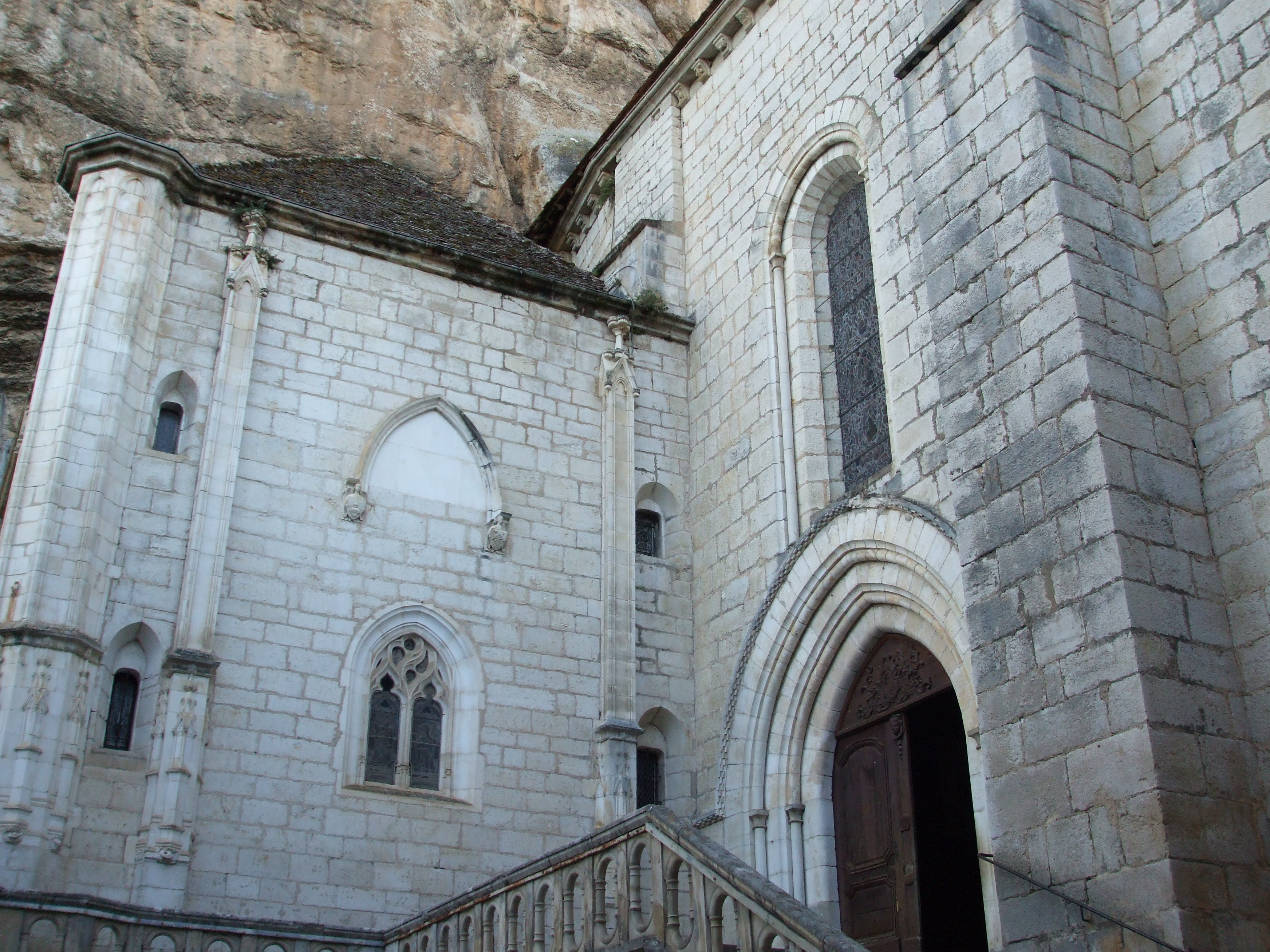
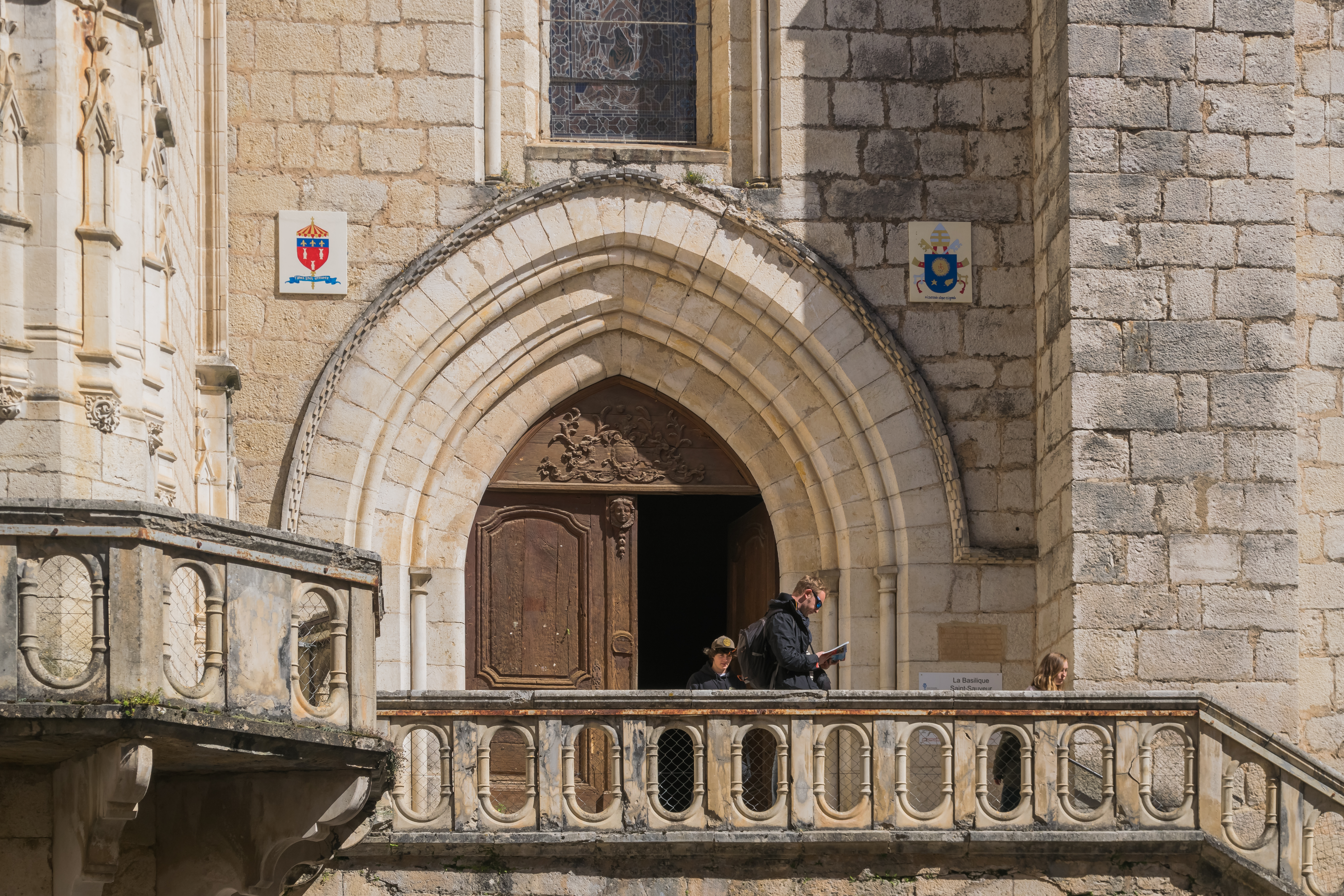
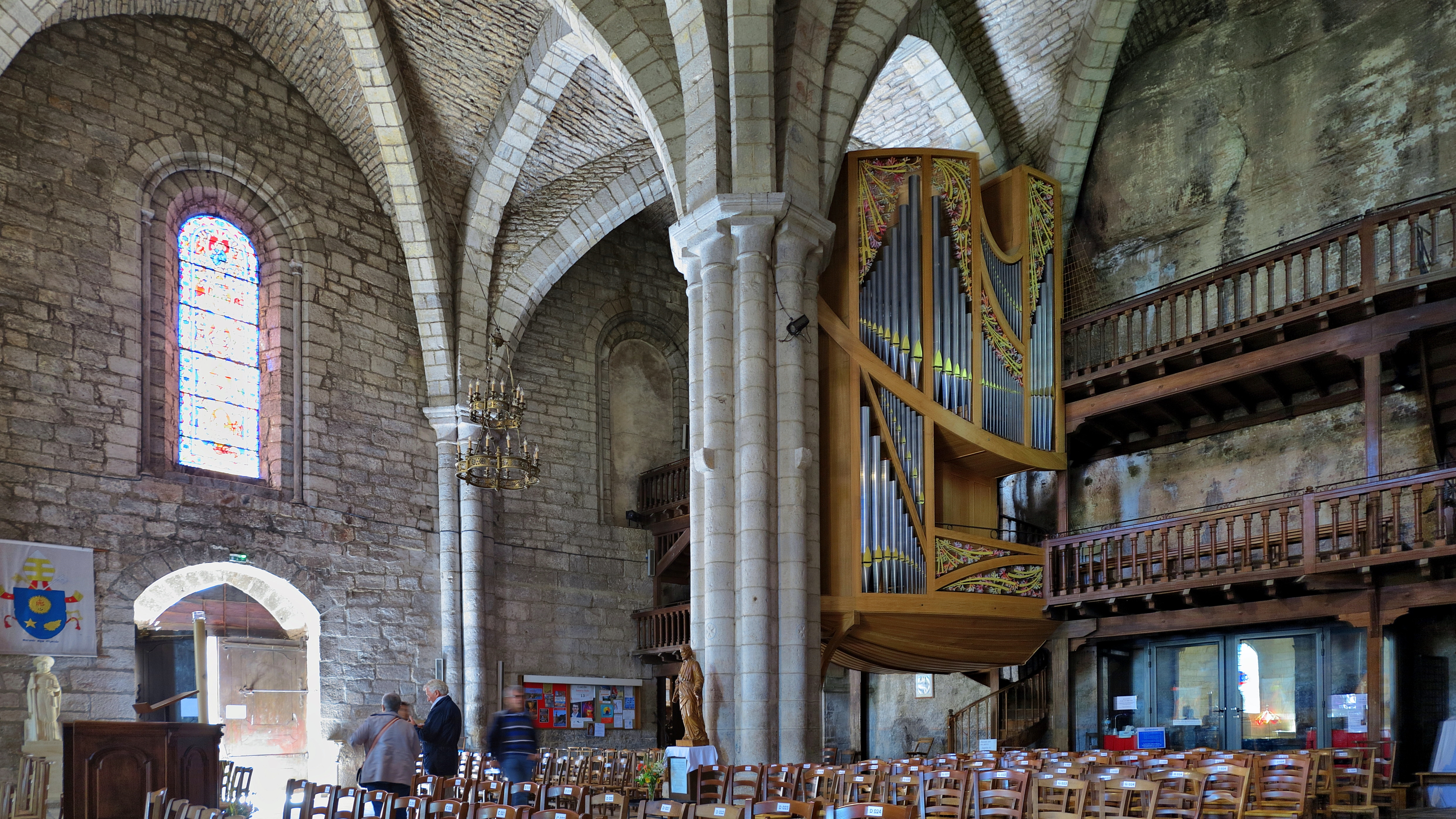
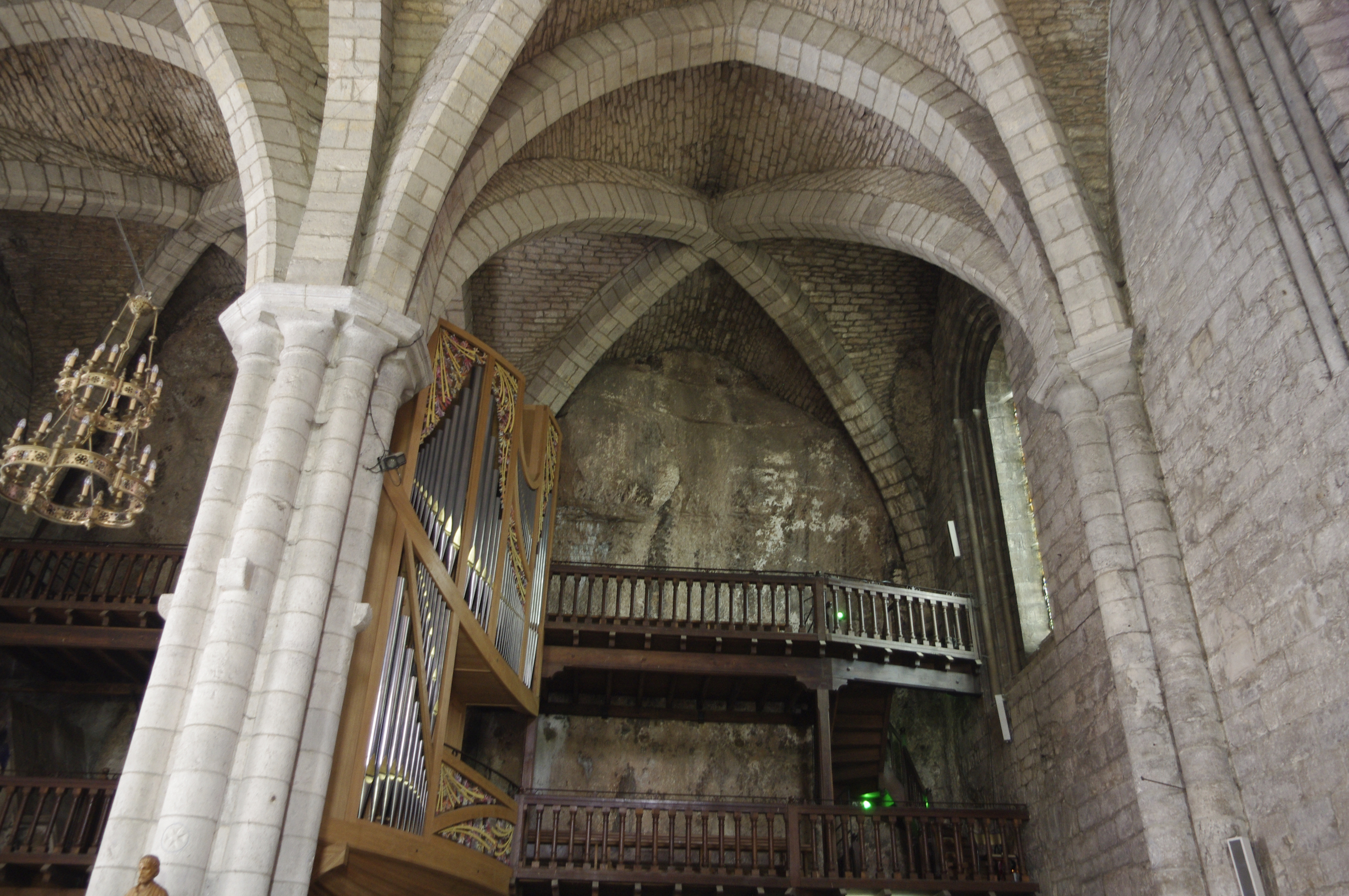

救主堂始建于11-13世纪，当时正处于罗马式艺术和哥特式艺术之间的过渡时期。它是用石灰石建造的，屋顶覆盖着平瓦。教堂12世纪的地下室曾经存放着圣亚玛杜的圣髑。它的拱顶由巨大的双拱支撑。
圣殿需要从二楼通过楼梯进入。它的两个中殿靠在悬崖的西侧。罗卡马杜尔圣母小堂附着在它的南墙上。

## 室内
为了容纳大量朝圣者，19世纪建造了木制的夹层。在咏经席的镀金木头祭坛，有一面18世纪的浮雕圣母升天 ，上方是16世纪的彩色木雕耶稣基督。
2013年11月，安装新的管风琴 。圣亚马杜的圣髑于2016 年重新安放在后殿右侧。